# Большая Даниловка
Больша́я Дани́ловка (укр. Велика Данилівка); также Великая Даниловка, Дальняя Даниловка, Даниловка — исторический район города Харькова частной малоэтажной застройки, а также примыкающие к нему строения вдоль Окружной автомобильной дороги и частные участки в Харьковском районе Харьковской области между собственно посёлком и Окружной дорогой. Население на 2003 год более 5000 человек, количество входящих в городскую черту домов (без дачных участков) на тот же год — 2200.

## Географическое положение
Посёлок расположен в пойме реки Харьков (бассейн Северского Донца), по обеим её берегам (изначально на левом низком).
Селение располагалось напротив изгиба большой излучины реки Харьков, максимально далеко от города, в районе нынешней улицы Бассейной и было основано на левом берегу реки Харьков.
Центральная ось посёлка — улица Генерала Удовиченка на левом берегу и улица Максима Рыльского на правом.
Делится на более «молодую» ближнюю Даниловку (правобережную), входившую в состав Харькова с 1963 года, и историческую Дальнюю (левобережную), вошедшую в состав города около 1986 года
До Второй мировой войны правобережная по отношению к реке Харьков часть Даниловки, расположенная на восточном склоне Очеретянского яра напротив нынешнего посёлка Жуковского, называлась селом Чуйки; правобережная часть в районе нынешней улицы Кромской называлась селом Тыщенки.

### Границы
Находится в северо-северо—восточной части современного Киевского административного района города.
- С запада — река Очеретянка.
- С юга — район Сосновый бор и Пески (левый берег) + дамба по ул. Непокорённых и Шишковка (правый).
- С востока — Северная Салтовка и МЖК «Интернационалист».
- С севера — Харьковская окружная автомобильная дорога.

### Реки и ручьи
- Харьков — левый приток Лопани, протекает с правой стороны, затем по центру посёлка[19].

сверху вниз по течению:
- Ольховец[23] — левый приток Харькова, впадает в излучине на границе застройки. Исток — село Бобровка.
- Манжосов ручей в Манжосовом яру[23] — левый приток Харькова. Исток — ул. Метростроителей на Северной Салтовке.
- Китлярчин ручей в Килярчином яру[23] — левый приток Харькова, в жаркое время пересыхает. Исток — улица Родниковая.
- Стадницкий ручей в Стадницком яру[23] — левый приток Харькова, практически пересохший.
- Очеретянка[23] (Жуковка) — правый приток Харькова, ограничивает посёлок со стороны посёлка Жуковского. Исток — Очеретянский бор в Лесопарке за Окружной дорогой.
- Журавлёвское водохранилище (в Большую Даниловку входит его верхняя часть выше дамбы Непокорённых и Гидропарка.)

### Мосты
Через реку Харьков имеется три моста (сверху вниз по течению):
- деревянный пешеходный мостик между улицами Речная в Даниловке (лев. берег) и Кромской в Кромах (прав.).
- Даниловский (Больше-Даниловский) бетонный автомобильный мост (1985), соединяющий улицы Сидора Ковпака (прав.) и Парижской Коммуны (лев.).
- Цветущий (укр. Квитучий) подвесной пешеходный мост (любимое место купания детей), соединяющий песчаную косу со стороны ул. Зеленоградской (прав.) с Садовым переулком (лев.)

## История
Точное время возникновения Даниловки неизвестно.
Она возникла в середине XVII века как хутор; возможно, ранее или одновременно с основанием современного Харькова.
Первый даниловский храм Великомученика Георгия построен был около 1655 года.
В 1726 году храм Георгия Победоносца был перестроен, в 1729 году сгорел.
Следующий деревянный храм святого Георгия был построен в 1760 году и существовал в 1859-м.
В конце XVII—XVIII веке Даниловка являлась войсковой слободой.
Население Великой Даниловки в 1779 году, согласно «Ведомости, исъ какихъ именно городовъ и уездовъ Харьковское наместничество составлено и сколько было въ нихъ душъ на 1779 годъ», было довольно большим: 835 «войсковых обывателей» и 51 «владельческая подданная» душа (учитывались только мужчины; женщин не считали, так как они не платили налогов).
Даниловка в том году была шестым по количеству населения населённым пунктом Харьковского уезда (886 мужчин), уступая только войсковым слободам Дергачи (2433), Мерефа (1244), Соколов (1118), казённым селениям Липцы (1628), Тишки Руские и Черкасские (1244).
Активная застройка и разрастание Большой Даниловки в сторону Харькова начались в конце XIX века, за счёт засыпания болотистой местности в пойме реки Харьков.
В 1940 году, перед ВОВ, в селе были 1534 двора и Большеданиловский сельсовет.
В середине 1941 года при СССР была построена новая трамвайная линия «Померки — (Большая) Даниловка» по улице Боянского (сейчас — ул. Академика Проскуры); пущен новый маршрут № 8 «Померки (Авиазавод) — Даниловка».
Конец октября 1941 — середина февраля 1943, начало марта 1943 — середина августа 1943 — оккупация территории СССР войсками Третьего рейха и его союзников.
В августе 1943 года самой первой окончательно освобождённой от оккупации частью нынешнего Харькова стала Большая Даниловка, частично (поскольку она длинная) освобождённая 69-й армией СССР 12 августа — за 11 дней до освобождения центра города (23 августа).
Нагорный район, центр, запад и восток города (кроме юго-запада и юго-востока) тогда были освобождёны от вермахта только 23 августа.
23 августа 1947 года была восстановлена трамвайная линия «Померки (Лесопарк) — Даниловка», пущен маршрут № 8 «Померки (Лесопарк) — Даниловка».
До 1963 года посёлок относился к Харьковскому району области.
29 августа 1963 года в городскую черту Харькова одновременно с Жихарем была включена Даниловка I (Первая), или Ближняя Даниловка (в основном правобережная, до автомобильного моста).
20 апреля 1967 года была закрыта трамвайная линия «Лесопарк — Даниловка» и прекратил ходить трамвай маршрута № 8.
С началом строительства Северной Салтовки в 1980-х годах в Московский (ныне — Салтовский) административный район Харькова включили Дальнюю Даниловку (то есть собственно историческую Большую Даниловку).
С 1994 года Б. Даниловка относится к Киевскому району города.
С 2022 года в ходе полномасштабного российского вторжения в Украину район подвергается обстрелам.

## Достопримечательности
- Покровская церковь (Харьков) — ул. Парижской коммуны, 36; построена на новом месте в 1990 (установка купола — 2008).
- Даниловский дом культуры.
- Даниловское лесничество.

## Транспортные коммуникации
Даниловка соединяется:
- с посёлком Жуковского — улицей Семёна Челюскина (малопроезжая),
- с посёлком Очеретянка — улицей Валентины Гризодубовой (малопроезжая),
- с центром и Журавлёвкой — улицей Сидора Ковпака (центральная),
- с Шишковкой — спуском Жилярди,
- с Северной Салтовкой — улицами Цветущей, Аральской, Горянской, Колосистой (второстепенные).

В Даниловке нет метро, трамвая и троллейбуса.
Транспортное сообщение поддерживается маршрутными такси (# 208) до станции метро Салтовская и автобусом (# 20) до автостанции Лесопарк (данный автобус ходит в разные точки Даниловки минимум с 1969 года).

## В топонимике
Комоним дал названия:
- Даниловскому лесничеству (опытному исследовательскому гослесхозу) на правом берегу реки Очеретянки;
- Даниловскому источнику (Даниловский колодязь) в Даниловском лесничестве;
- Даниловским заливным лугам в пойме реки Манжосовки;
- Даниловскому острову напротив устья реки Очеретянки (на Журавлёвском водохранилище);
- Большой Даниловской улице;[28]
- Даниловским переулкам: Большому[29], 1-му, 2-му;[30]
- Даниловскому спуску (от посёлка Жуковского (Нагорный район) к реке Очеретянке (пойма);[31]
- Даниловскому автомобильному мосту через р. Харьков (между улицами Ковпака и Парижской Коммуны, новый был построен в 1985);[32][33]
- Даниловскому гостиничному комплексу (ул. Зеленоградская).

## Исторические факты
- Именно в Даниловке Харьковского уезда в 1829 году Е. Топчиев записал услышанную от 104-летнего слепого деда легенду (опубликована в 1838) о мифическом основателе Харькова казаке Харько, якобы в седую старину воевавшем с татарами и утонувшем в реке Северский Донец[34].
- В публикациях некоторых СМИ встречается утверждение, что Даниловка — родовое имение дворян Данилевских, где родился в 1829 году и был похоронен в 1890-м известный русский писатель исторических романов Григорий Данилевский, которого современники называли «русским Купером». Это не так; на самом деле наследственное имение Данилевских и конкретно Григория — Даниловка, но не Харьковского, а Изюмского уезда Харьковской губернии[35].

- Во время войны Харьков был настолько большим по площади и укреплённым оборонительными рубежами, что пять советских армий трёх фронтов — Степного маршала Конева, Воронежского генерала Ватутина и Юго-Западного генерала Малиновского — освобождали его 18 дней, с 13 по 30 августа[36]. Самой первой освобождённой частью нынешнего Харькова стала Большая Даниловка, частично (поскольку она длинная) освобождённая 69-й армией 12 августа[36] — за 11 дней до освобождения центра города 23 августа.